# Hruszowice
Hruszowice (w latach 1977–1981 Gruszowice) (ukr. Грушовичі) – wieś w Polsce położona w województwie podkarpackim, w powiecie przemyskim, w gminie Stubno.

## Części wsi
| SIMC    | Nazwa | Rodzaj     |
| ------- | ----- | ---------- |
| 0611620 | Gaje  | przysiółek |

## Opis
Hruszowice należą prawdopodobnie do najstarszych osad w tym rejonie. Badania archeologiczne potwierdziły istnienie tutaj wczesnośredniowiecznego grodu. Słownik geograficzny Królestwa Polskiego informuje o dokumencie z 1301 r., wydanym przez kniazia wołyńskiego Lwa, syna króla Daniela, który miał się znajdować w archiwum kapituły greckokatolickiej w Przemyślu, nadającym Hruszowice biskupstwu przemyskiemu. Dokument ten według zdania niektórych krytyków historycznych został podrobiony przez duchowieństwo ruskie, zyskał on jednak aprobatę królów polskich i jest aprobowany.
W 1758 r. w Hruszowicach urodził się Franciszek Siarczyński – polski ksiądz z zakonu pijarów, kaznodzieja, historyk, geograf, publicysta, edytor, tłumacz i poeta.
Z dawnego dworu w Hruszowicach pozostała tylko kaplica grobowa z XIX w., użytkowana obecnie jako kościół rzymskokatolicki pw. Matki Bożej Różańcowej, oraz kilkanaście starych drzew z przydworskiego parku. Wg spisu ludności na 30 września 1921 r. wieś była zabudowana 168 budynkami mieszkalnymi, zamieszkałymi przez 882 mieszkańców z czego 453 deklarowało narodowość polską a 429 narodowość rusińską.
W II Rzeczypospolitej wieś w powiecie jaworowskim województwa lwowskiego. W marcu 1945 nacjonaliści ukraińscy z OUN-UPA zamordowali tutaj 10 Polaków, grabiąc i paląc ich zagrody.
Przed II wojną światową Hruszowice były dużą wsią, zamieszkaną w większości przez mieszkańców deklarujących wyznanie grecko-katolickie, wysiedlonych w latach 1945–1947. Część z nich powróciła w latach 60. XX w. We wsi zachowało się kilkanaście drewnianych domów i trzy metalowe krzyże z początku XX w. oraz fundamenty drewnianej cerkwi greckokatolickiej pw. Wniebowzięcia NMP z 1720 r., spalonej w 1960 r.
W przysiółku Gaje znajduje się wybudowana w latach 1996–99 parafialna cerkiew greckokatolicka pw. Zaśnięcia Bogurodzicy.
W latach 1975–1998 miejscowość administracyjnie należała do województwa przemyskiego.
Na miejscowym cmentarzu (na pd-zach. skraju wsi) w październiku 1994 wzniesiono pomnik z napisem Chwała bohaterom UPA, bojownikom o wolną Ukrainę. Pomnik z czerwonego piaskowca miał formę bramy, której połowy połączone są u góry metalowym tryzubem.
26 kwietnia 2017 monument został usunięty w ramach akcji czynu społecznego przez działaczy Ruchu Narodowego i Młodzieży Wszechpolskiej za zgodą wójta gminy. Akcja została potępiona przez Związek Ukraińców w Polsce.

## Osoby związane z miejscowością
- Halina Hamkało (1951–2015)[14]